# Bóveda
Bóveda är en kommun i Spanien. Den ligger i provinsen Lugo i den autonoma regionen Galicien i nordvästra delen av landet, 400 km nordväst om huvudstaden Madrid. Antalet invånare är 1 409 (2024). Arean är 91,11 kvadratkilometer. Bóveda gränsar till O Incio, Pobra do Brollón, Monforte de Lemos, O Saviñao och Paradela. 